# Rue Servan
Ne doit pas être confondu avec rue Servan (Grenoble).
La rue Servan est une rue du 11e arrondissement de Paris.

## Situation et accès
La rue Servan est longue de 580 m et large de 13 m. Elle est encadrée par la rue de la Roquette et l'avenue de la République. Elle est traversée par les rues Duranti, Omer-Talon, Chemin-Vert et Guillaume-Bertrand, et débouche avenue de la République sur la station de métro Rue Saint-Maur (ligne 3 du métro de Paris).

## Origine du nom
Elle porte le nom du criminaliste Joseph Michel Antoine Servan (1737-1807).

## Historique

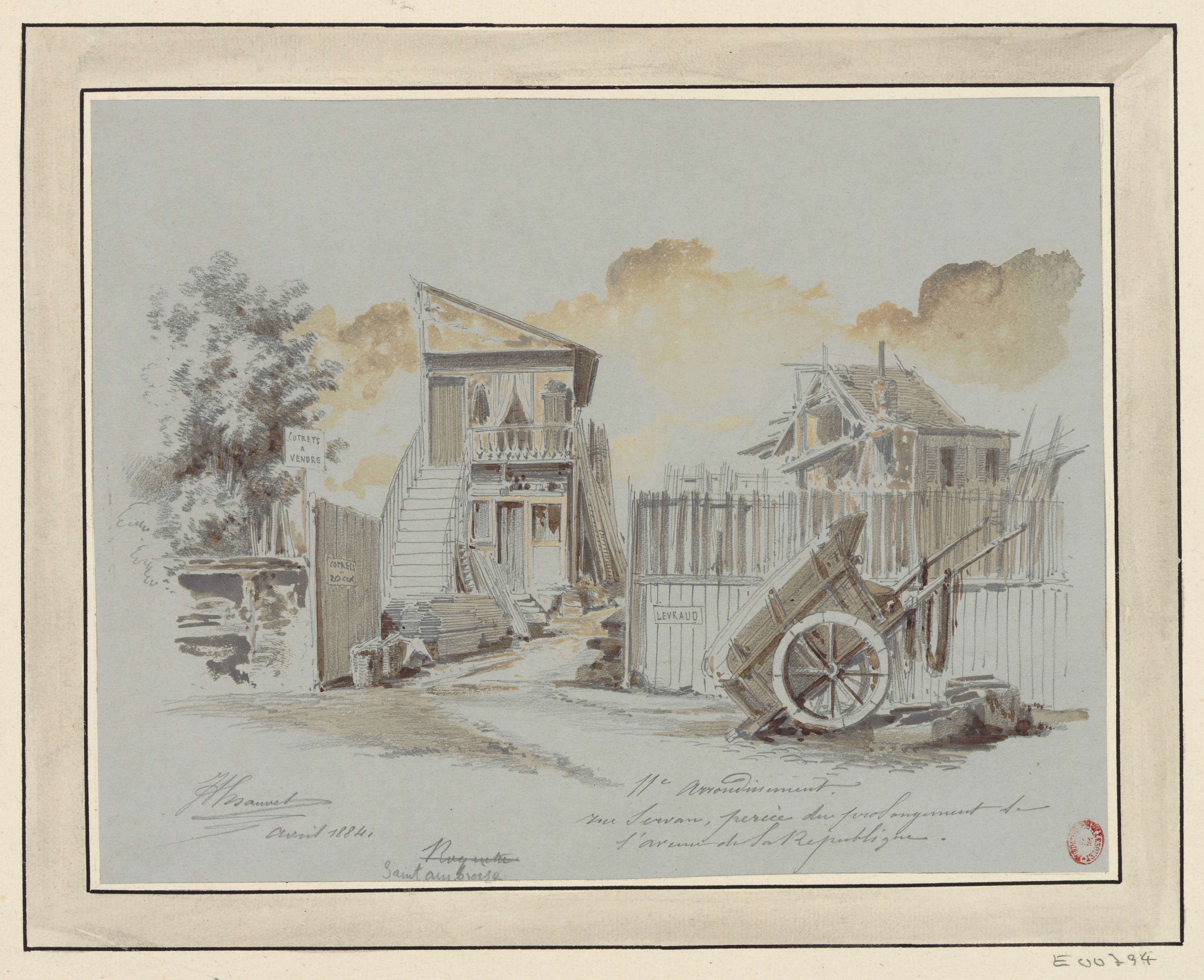
Rue Servan, percée du prolongement de l'avenue de la République en 1884 (dessin de Jules-Adolphe Chauvet).

C'est par un décret du 11 juillet 1860, que cette rue fut ouverte, par l'Assistance publique, entre la rue de la Roquette et la rue du Chemin-Vert. Cette section prend le nom de « rue Servan » par décret du 2 mars 1864.
Par décret du 6 juillet 1882, la partie actuelle située entre la rue du Chemin-Vert et le passage Dudouy est classée dans la voirie parisienne. Ce même décret ordonne sa prolongation entre le passage Dudouy et l'avenue de la République. Cet ensemble prend le nom de « rue Servan » par arrêté du 10 novembre 1885.